# 발치

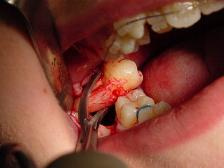
어금니를 제거하는 수술을 받고 있는 모습

발치(拔齒, dental extraction, tooth extraction, exodontia, exodontics, tooth pulling), 또는 이뽑기는 치아를 치조 돌기의 치조로부터 제거하는 것을 말한다. 다양한 이유로 발치를 하지만 대부분의 경우 충치, 치주염, 치아 외상, 특히 치통과 관련이 될 때 발치를 하는 것이 일반적이다. 사랑니의 경우 다른 치료 방법으로 치료가 불가능할 때 발치할 수 있다. 치과교정학에서 치아가 밀집되어 있으면 충치가 없는 치아(대개 앞어금니)를 빼내어 공간을 만듦으로써 나머지 치아들이 자리를 잡을 수 있게 한다.

## 역사
역사적으로 발치는 다양한 질병을 치료하기 위해 수행되었다. 항생제가 발견되기 전까지 만성 치아 감염은 다양한 건강 문제로 이어지는 일이 종종 있었으므로 질환이 있는 치아를 제거하는 일은 다양한 질병의 흔한 치료법이었다. 발치를 위해 사용된 기구는 수세기 전으로 거슬러 올라간다. 14세기에 기 드 숄리아크는 치과용 펠리칸(pelican)을 발명하였으며 18세기 말 동안 사용되었다.

## 갤러리

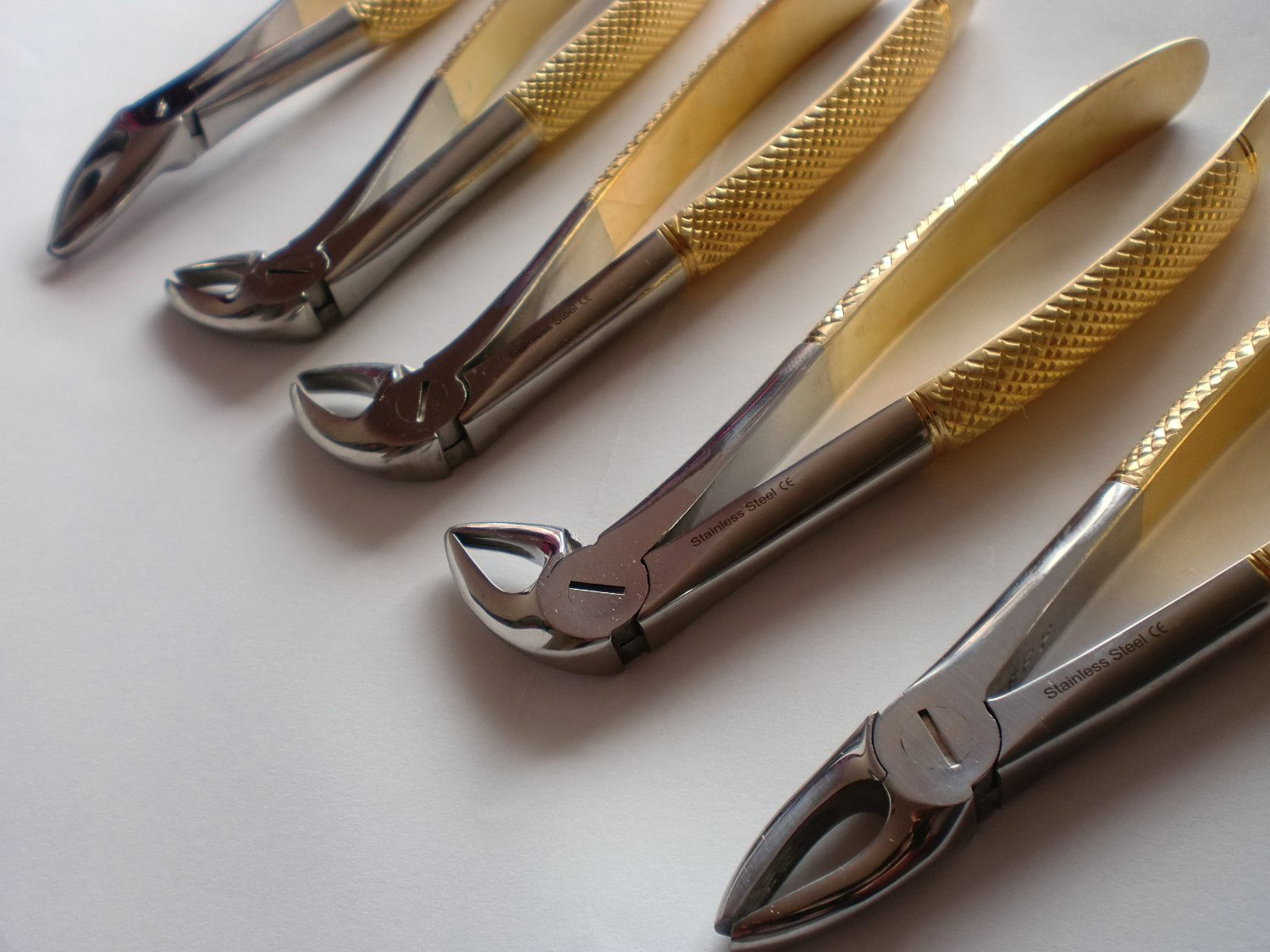
발치용 겸자
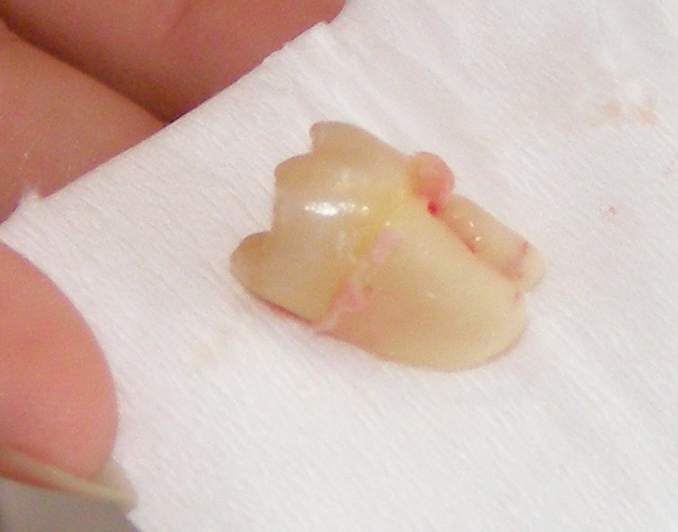
사랑니를 추출한 모습
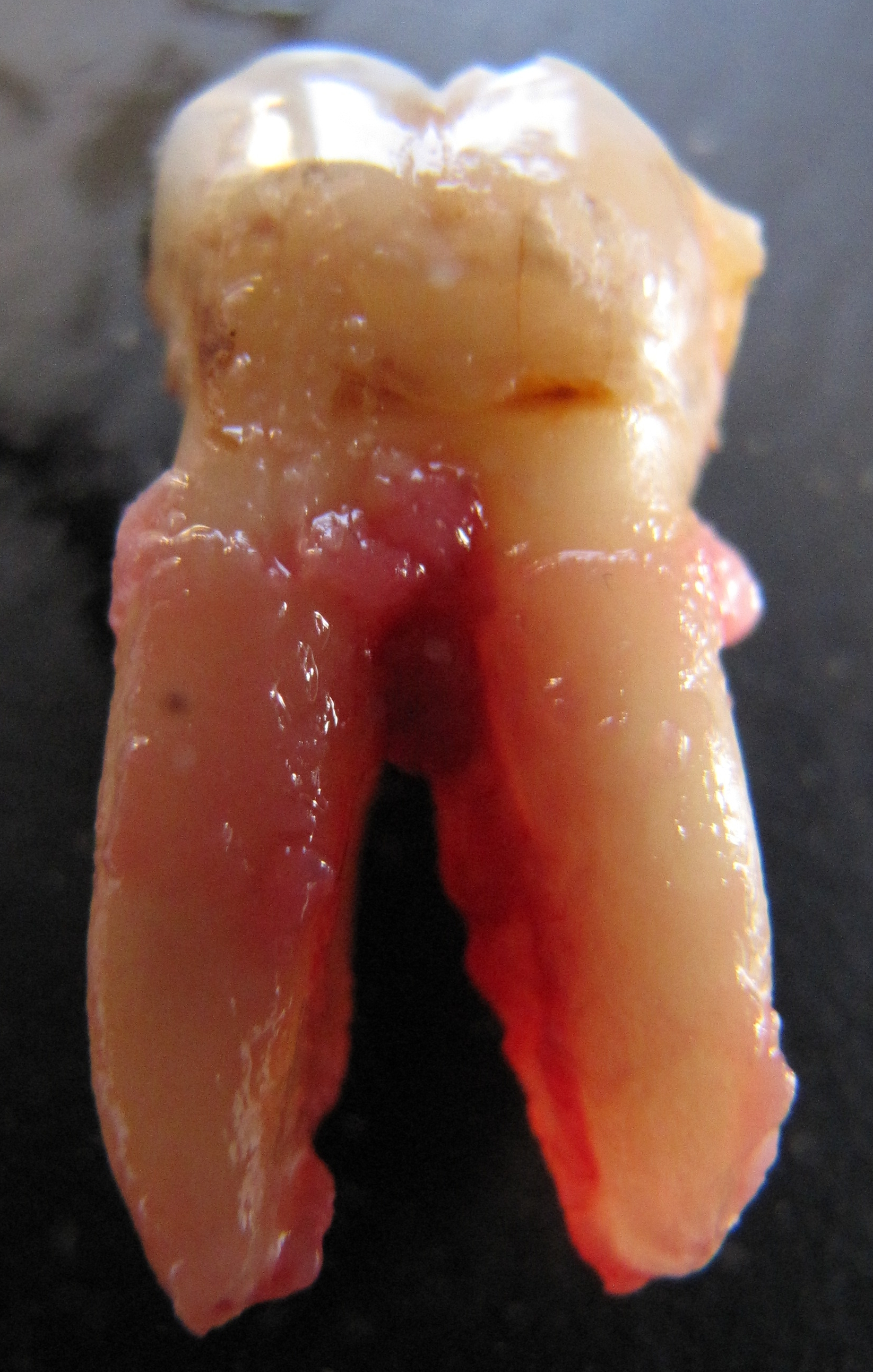
추출 후의 치아

## 참고 자료
- “Tooth Extraction”. American Dental Association. 2013년 9월 6일.